# Sancton
Sancton è un villaggio (village) e parrocchia civile (Civil Parish) di 286 abitanti situato nell'East Riding of Yorkshire, in Inghilterra, a circa 3,2 km a sud-est di Market Weighton sulla strada A1034.
La parrocchia civile è composta dal villaggio di Sancton e dalla borgata di Houghton.
La chiesa dedicata a Tutti i Santi è stata catalogata come monumento classificato (listed building) di Grade II* nel 1967 e successivamente inserita nella National Heritage List for England redatta da Historic England.